# ケプラー25b

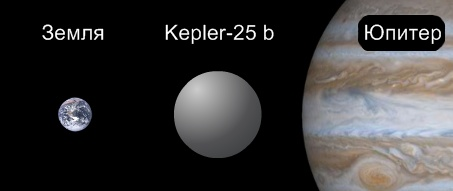
地球と土星との大きさの比較

ケプラー25b(英:Kepler-25b)はケプラー25を周回する系外惑星である。

## 概要
この惑星は、2012年にケプラー望遠鏡のトランジット法によって発見された。0.068天文単位だけ離れてケプラー25を周回している。
6.238日ごとに1周、公転する。